# Storträsket (Nederluleå socken, Norrbotten, 728138-181154)
Storträsket är en sjö i Luleå kommun i Norrbotten och ingår i Altersundet-Luleälvens kustområde. Sjön har en area på 0,0892 kvadratkilometer och ligger 15 meter över havet.

## Delavrinningsområde
Storträsket ingår i det delavrinningsområde (728160-181112) som SMHI kallar för Rinner till Sörbrändöfjärden. Medelhöjden är 12 meter över havet och ytan är 6,22 kvadratkilometer. Det finns inga avrinningsområden uppströms utan avrinningsområdet är högsta punkten. Avrinningsområdets utflöde mynnar i havet, utan att ha någon enskild mynningsplats.